# Батько (фільм, 2015)
«Батько» (алб. Babai) — косовський драматичний фільм, знятий дебютантом Вісаром Моріною. Світова прем'єра стрічки відбулась 28 червня 2015 року на міжнародному Мюнхенському кінофестивалі. У липні на міжнародному кінофестивалі у Карлових Варах 2015 Вісар Моріна здобув нагороду як найкращий режисер. Фільм висунутий Косовом на премію «Оскар-2016» у номінації «найкращий фільм іноземною мовою». Бюджет стрічки становить €1 700 000, що робить його найдорожчим фільмом Косова.

## Сюжет
Події у фільмі відбуваються в Косові на початку дев'яностих років за деякий час до збройного конфлікту з Сербією, який відбувся наприкінці десятиріччя. Через те що мама пішла з родини, десятирічний Норі дуже прив'язаний до свого батька Гезима, який заробляє гроші, продаючи цигарки на вулиці. Вони живуть у свого далекого родича Адема, але через те, що його старший син одружується, Гезим з Норі змушені піти. Одного разу Гезим приймає рішення нелегально вирушити на заробітки до Німеччини. Норі будь-що заповзявся слідувати за ним.

## У ролях
- Вел Малоку — Норі
- Астріт Кабаши — Гезим
- Адріана Матоши — Валентина
- Енвер Петровци — Адем
- Джевдет Ясарі — Бедрі

## Визнання
| Нагороди та номінації фільму «Батько» | Нагороди та номінації фільму «Батько»      | Нагороди та номінації фільму «Батько»           | Нагороди та номінації фільму «Батько» | Нагороди та номінації фільму «Батько» | Нагороди та номінації фільму «Батько» |
| Рік                                   | Нагорода                                   | Категорія                                       | Номінант                              | Результат                             |                                       |
| ------------------------------------- | ------------------------------------------ | ----------------------------------------------- | ------------------------------------- | ------------------------------------- | ------------------------------------- |
| 2015                                  | Міжнародний кінофестиваль у Карлових Варах | Найкращий режисер                               | Вісар Моріна                          | Перемога                              |                                       |
| 2015                                  | Міжнародний кінофестиваль у Карлових Варах | Нагорода Лейблу європейського кіно              | Вісар Моріна                          | Перемога                              |                                       |
| 2015                                  | Міжнародний кінофестиваль у Карлових Варах | «Кришталевий глобус» за найкращий фільм         | «Батько»                              | Номінація                             |                                       |
| 2015                                  | Мюнхенський кінофестиваль                  | Приз One Future                                 | Вісар Моріна                          | Перемога                              |                                       |
| 2015                                  | Мюнхенський кінофестиваль                  | Найкращий режисер («Молоде німецьке кіно»)      | Вісар Моріна                          | Перемога                              |                                       |
| 2015                                  | Мюнхенський кінофестиваль                  | Найкращий сценарій («Молоде німецьке кіно»)     | Вісар Моріна                          | Перемога                              |                                       |
| 2015                                  | Мюнхенський кінофестиваль                  | Найкраща акторська гра («Молоде німецьке кіно») | Вел Малоку та Астріт Кабаши           | Перемога                              |                                       |